# Taeniophyllum ledermannii
Taeniophyllum ledermannii är en orkidéart som beskrevs av Rudolf Schlechter. Taeniophyllum ledermannii ingår i släktet Taeniophyllum och familjen orkidéer. Inga underarter finns listade i Catalogue of Life.